# Stade Antônio-Otoni-Filho
Le stade Antônio-Otoni-Filho (en portugais : Estádio Antônio Otoni Filho), également surnommé le CAVE (acronyme de Centro Administrativo Vivencial e Esporte), est un stade omnisports brésilien, principalement utilisé pour le football, situé dans la région administrative de Guará, dans l'État du District fédéral.
Le stade, doté de 22 000 places et inauguré en 1978, sert d'enceinte à domicile aux équipes de football de l'Associação Botafogo Futebol Clube, du Clube de Regatas Guará, du Guará Esporte Clube et du Capital Esporte Clube, ainsi que des clubs de football américain des Tubarões de Cerrado et des Brasília V8.
Le stade porte le nom d'Edson Arantes do Nascimento dit Pelé, une des plus grandes gloires du football brésilien.

## Histoire
Le stade ouvre ses portes en 1978. Il fait partie du Centro Administrativo Vivencial e Esporte, un complexe de loisirs qui contient également un parc, une salle de sport couverte, une piste de karting, une foire (la Feira do Guará) ou encore un théâtre entre autres. Il est inauguré le 16 avril 1978 lors d'une victoire 2-1 des locaux du CR Guará sur le SC Corinthians (le premier but officiel au stade étant inscrit par Sena).
Le record d'affluence au stade est de 27 090 spectateurs lors d'une défaite 4-1 du CR Guará contre le Vasco da Gama le 5 juin 2001.
Le Brasília Futebol Clube utilise brièvement le stade pour ses matchs à domicile entre le temps de la démolition et de la reconstruction de son antre à domicile du Stade national de Brasilia Mané Garrincha.